# وقار الزمان
وقار الزمان (بالبنغالية: ওয়াকার-উজ-জামান) (من مواليد 16 سبتمبر 1966)، هو جنرال بأربع نجوم في جيش بنغلاديش ورئيس أركان الجيش الحالي منذ 23 يونيو 2024. قبل تعيينه في منصب رئيس أركان الجيش، شغل منصب رئيس الأركان العامة لجيش بنغلاديش. وفي السابق، شغل منصب ضابط الأركان الرئيسي الخامس عشر لفرقة القوات المسلحة. بعد استقالة الشيخة حسينة في 5 أغسطس 2024 في أعقاب الاحتجاجات الكبرى والدامية في البلاد، شكل وقار الزمان حكومة مؤقتة.

## النشأة والتعليم
وُلِد وقار في منطقة شيربور في 16 سبتمبر 1966. وتخرج من كلية القيادة والأركان للخدمات الدفاعية . درس في كلية القيادة والأركان للخدمات المشتركة في المملكة المتحدة. حصل على درجة الماجستير في الدراسات الدفاعية من بنغلاديش وماجستير الآداب في الدراسات الدفاعية من كلية كينجز بجامعة لندن.

## الحياة المهنية والعسكرية
تم تكليف وقار الزمان في 20 ديسمبر 1985 من الأكاديمية العسكرية في بنغلاديش في الدورة الطويلة الثالثة عشر في فوج البنغال الشرقي.
خلال مسيرته العسكرية الطويلة، قام بالتدريس في أكاديمية ضباط الصف (NCOA)، ومدرسة المشاة والتكتيكات (SI&T) ومعهد بنغلاديش للتدريب على عمليات دعم السلام (BIPSOT). خدم في بعثة الأمم المتحدة في ليبيريا وبعثة الأمم المتحدة للتحقق في أنغولا الأولى. شغل منصب نائب مساعد الأمين العسكري، ومساعد الأمين العسكري ونائب الأمين العسكري في فرع الأمين العسكري، مقر الجيش. خدم في وحدة أمن الجيش وقاد فوج البنغال الشرقي السابع عشر. قاد لواء المشاة المستقل السادس والأربعين في دكا. تم تعيين وقار أمينًا عسكريًا لجيش بنغلاديش في مقر الجيش مرتين في عامي 2013 و2017 لاحقًا.
بعد ذلك تم تعيينه في فرقة المشاة التاسعة كقائد عام وقائد منطقة سافار. في 30 نوفمبر 2020، تمت ترقية وقار إلى رتبة فريق أول وتعيينه ضابط أركان رئيسي لقسم القوات المسلحة. شغل منصب رئيس الهيئة الوطنية البنجلاديشية لاتفاقية الأسلحة الكيميائية. كان عضوًا في الهيئة الإدارية لكلية الدفاع الوطني.
تم تعيينه رئيسًا للأركان العامة للجيش البنغلاديشي في 29 ديسمبر 2023. كما عمل الجنرال واكار رئيسًا بالإنابة للجنة التنسيق المركزية للمدارس والكليات العامة في المعسكرات، وفي 11 يونيو 2024، عينته حكومة بنغلاديش رئيسًا لأركان الجيش القادم.